# Quarzbichl
Quarzbichl ist ein Ortsteil der oberbayerischen Gemeinde Eurasburg im Landkreis Bad Tölz-Wolfratshausen. Der Weiler liegt circa drei Kilometer südlich von Beuerberg und ist über die Staatsstraße 2370 zu erreichen.